# Liste der Monuments historiques in Tart
Die Liste der Monuments historiques in Tart führt die Monuments historiques in der französischen Gemeinde Tart auf.

## Liste der Objekte
| Bezeichnung                                     | Beschreibung                                                                        | Standort                                           | Kennzeichnung | Schutzstatus | Datum | Bild |
| ----------------------------------------------- | ----------------------------------------------------------------------------------- | -------------------------------------------------- | ------------- | ------------ | ----- | ---- |
| Skulptur Heiliger Batholomäus                   | Kalkstein, 15. Jahrhundert                                                          | Tart-l’Abbaye, in der Kapelle St-Barthélemy (Lage) | PM21002328    | Classé       | 1923  |      |
| Skulptur einer Heiligen mit Buch                | Kalkstein, 15. Jahrhundert                                                          | Tart-l’Abbaye, in der Kapelle St-Barthélemy (Lage) | PM21002329    | Classé       | 1923  |      |
| Grabstein für Jeanne de Vauldrey                | Kalkstein, bezeichnet 1535                                                          | Tart-l’Abbaye, in der Kapelle St-Barthélemy (Lage) | PM21002330    | Classé       | 1923  |      |
| Skulptur Heilige Barbara                        | Kalkstein, farbig gefasst, um 1500                                                  | Tart-le-Haut, in der Kirche Sacré-Cœur (Lage)      | PM21002331    | Classé       | 1923  |      |
| Skulptur Madonna mit Kind                       | Kalkstein, 15. Jahrhundert                                                          | Tart-le-Haut, in der Kirche Sacré-Cœur (Lage)      | PM21002332    | Classé       | 1923  |      |
| Skulptur Heiliger Sebastian                     | Kalkstein, 16. Jahrhundert                                                          | Tart-le-Haut, in der Kirche Sacré-Cœur (Lage)      | PM21002333    | Classé       | 1962  |      |
| Banner der Nationalgarde von Tart               | Seide bemalt, 1790                                                                  | Tart-le-Haut, in der Mairie (Lage)                 | PM21002334    | Classé       | 1962  |      |
| Armreliquiar                                    | Silber, Holz, 16. Jahrhundert                                                       | Tart-le-Haut, in der Kirche Sacré-Cœur (Lage)      | PM21006042    | Inscrit      | 2021  |      |
| Reliquienbüste des heiligen Gangolf             | Holz, farbig gefasst und vergoldet, 16. Jahrhundert                                 | Tart-le-Haut, in der Kirche Sacré-Cœur (Lage)      | PM21006043    | Inscrit      | 2021  |      |
| Skulptur Heiliger Abdon                         | Aufsatz eines Prozessionsstabs; Holz, farbig gefasst und vergoldet, 16. Jahrhundert | Tart-le-Haut, in der Kirche Sacré-Cœur (Lage)      | PM21006044    | Inscrit      | 2021  |      |
| Vier Reliefs mit Darstellungen der Evangelisten | Fragmente der Kanzel; Holz, 17. Jahrhundert                                         | Tart-le-Haut, in der Kirche Sacré-Cœur (Lage)      | PM21006045    | Inscrit      | 2021  |      |